# Młynkowo (powiat czarnkowsko-trzcianecki)
Młynkowo – wieś w Polsce położona w województwie wielkopolskim, w powiecie czarnkowsko-trzcianeckim, w gminie Połajewo.

## Historia
Miejscowość pierwotnie związana była z Wielkopolską. Istnieje co najmniej od pierwszej połowy XIV wieku. Wymieniona została w 1343 według falsyfikatu z ok. 1550 jako „Mlyncowo”, 1403 „Mlynkowo”, 1403 „Mlincowo”, 1507 w dopełniaczu „utriusque Mlincowo”.
Miejscowość pierwotnie była wsią rycerską, a później własnością szlachecką należącą do wielkopolskiego rodu Czarnkowskich herbu Nałęcz, którzy od nazwy rodowego gniazda Czarnkowa przyjęli odmiejscowe nazwisko. W 1435 wieś znajdowała się w powiecie poznańskim Korony Królestwa Polskiego. W 1508 należała do parafii Czarnków.
Pierwszy dokument o wsi pochodzi z 1343, który znany jest z falsyfikatu pochodzącego z roku 1550. Dokument został oblatowany przez króla polskiego Kazimierza III Wielkiego, który nadał Sędziwojowi z Czarnkowa miasto Czarnków wraz z przyległymi wsiami równocześnie potwierdzając mu posiadanie wsi Pomorzany, Koszewo koło Powidza, Słomowo i Młynkowo oraz nadał tym wszystkim dobrom immunitet ekonomiczny i sądowy.
W 1403 biskup poznański Wojciech Jastrzębiec przeznaczył różne dziesięciny, m.in. z Młynkowa, dla wikariuszy katedry poznańskiej, a 1406 papież Grzegorz XII zatwierdził tę darowiznę. W tym samym roku odnotowano proces sądowy Świętochny z Brzeźna z sędzią poznańskim Mikołajem Czarnkowskim. Sołtys oraz ławnicy z Brzeźna zeznali, że kobieta pochodząca z Młynkowa powierzyła mu swą sprawę w sądzie.
W 1432 Jan oraz Kasper Czarnkowscy zawarli ugodę majątkową odnośnie dóbr czarnkowskich, według której Kasper miał zrezygnować z połowy Młynkowa na rzecz Jana. W 1435 Jan Czarnkowski sprzedał wieś Młynkowo z zastrzeżeniem prawa odkupu Gotardowi Dołędze z Pomorzan za 170 grzywien, a Dołęga zapisał na wsi swojej żonie Katarzynie 40 grzywien posagu oraz 60 grzywien wiana. Właścicielami wsi byli: w 1466 podkomorzy poznański Jan Czarnkowski, w latach 1476-1484 kasztelan santocki Sędziwój Czarnkowski, w 1486 syn Sędziwoja Jan Czarnkowski, w latach 1506-1507 synowie Sędziwoje Maciej i Sędziwój Czarnkowscy. W 1557 Stanisław Czarnkowski syn Macieja otrzymał m.in. części Młynkowa w podziale majątkowym jaki się odbył między braćmi Czarnkowskimi.
Miejscowość odnotowano również w historycznych rejestrach poborowych. W latach 1469 i w 1499 wieś zalegała z poborem podatkowym. W 1508 miał miejsce pobór od 8 łana i karczmy. W 1509 pobrano podatki od 8 łanów, karczmy, młyna oraz od sołtysa z jednego łana. W 1563 pobór odbył się z 10 łanów oraz od dwóch karczm dorocznych. W 1577 pobór zapłacili spadkobiercy zmarłego Stanisława Czarnkowskiego. W 1580 Zofia wdowa po Stanislawie Czarnkowskim zapłaciła pobór od 18 półłanków, 6 zagrodników, 4 komorników, karczmy z rolą oraz młyna o jednym kole wodnym.
Do czasu rozbiorów miejscowość leżała w Rzeczypospolitej Obojga Narodów. Wskutek II rozbioru Polski w 1793, miejscowość przeszła pod władanie Prus i jak cała Wielkopolska znalazła się w zaborze pruskim.
W latach 1954–1959 wieś należała i była siedzibą władz gromady Młynkowo, po jej zniesieniu w gromadzie Połajewo. W latach 1975–1998 miejscowość należała administracyjnie do województwa pilskiego.
Zobacz też: Młynkowo